# Volksbad Buckau

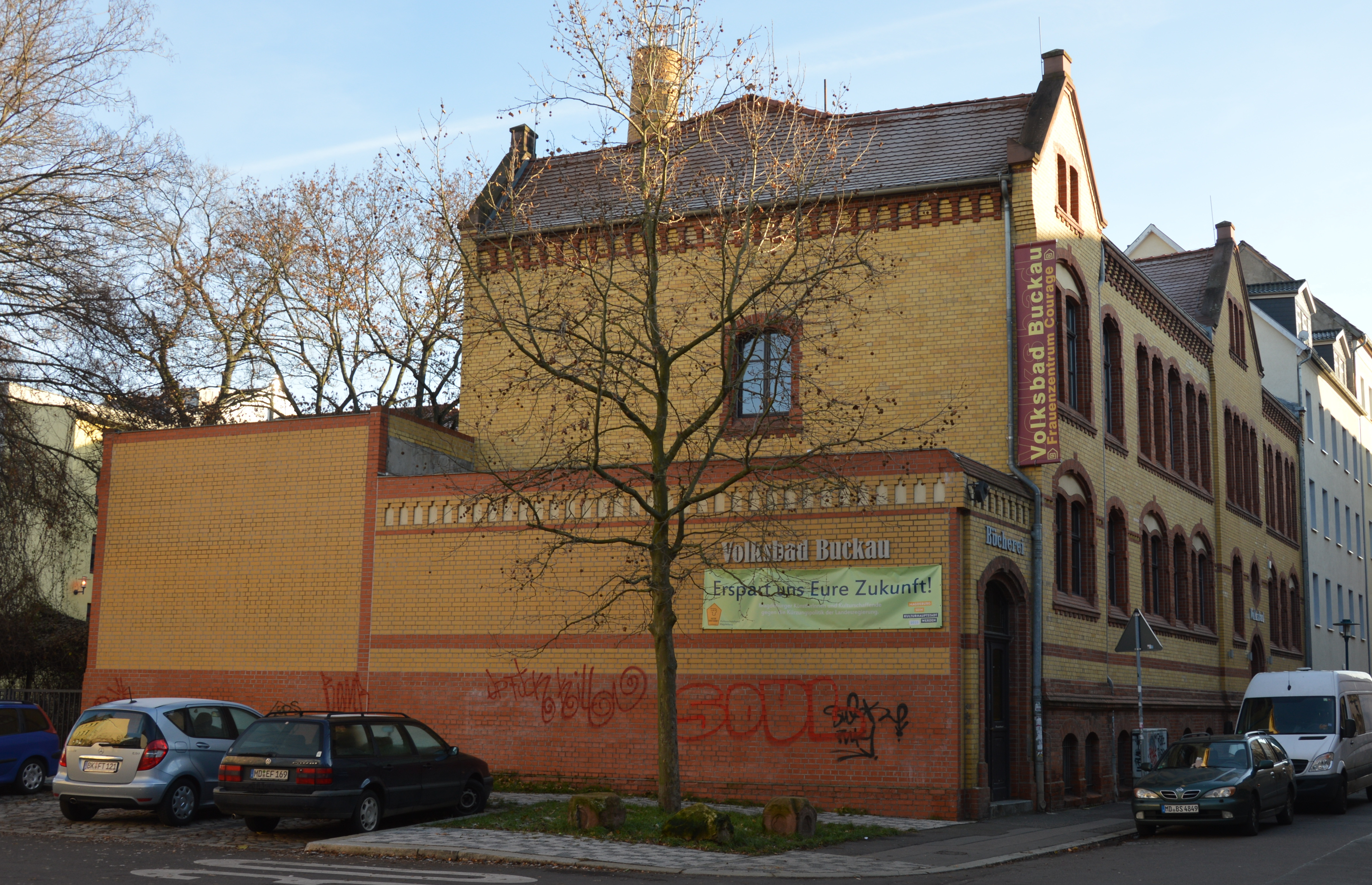
Volksbad Buckau

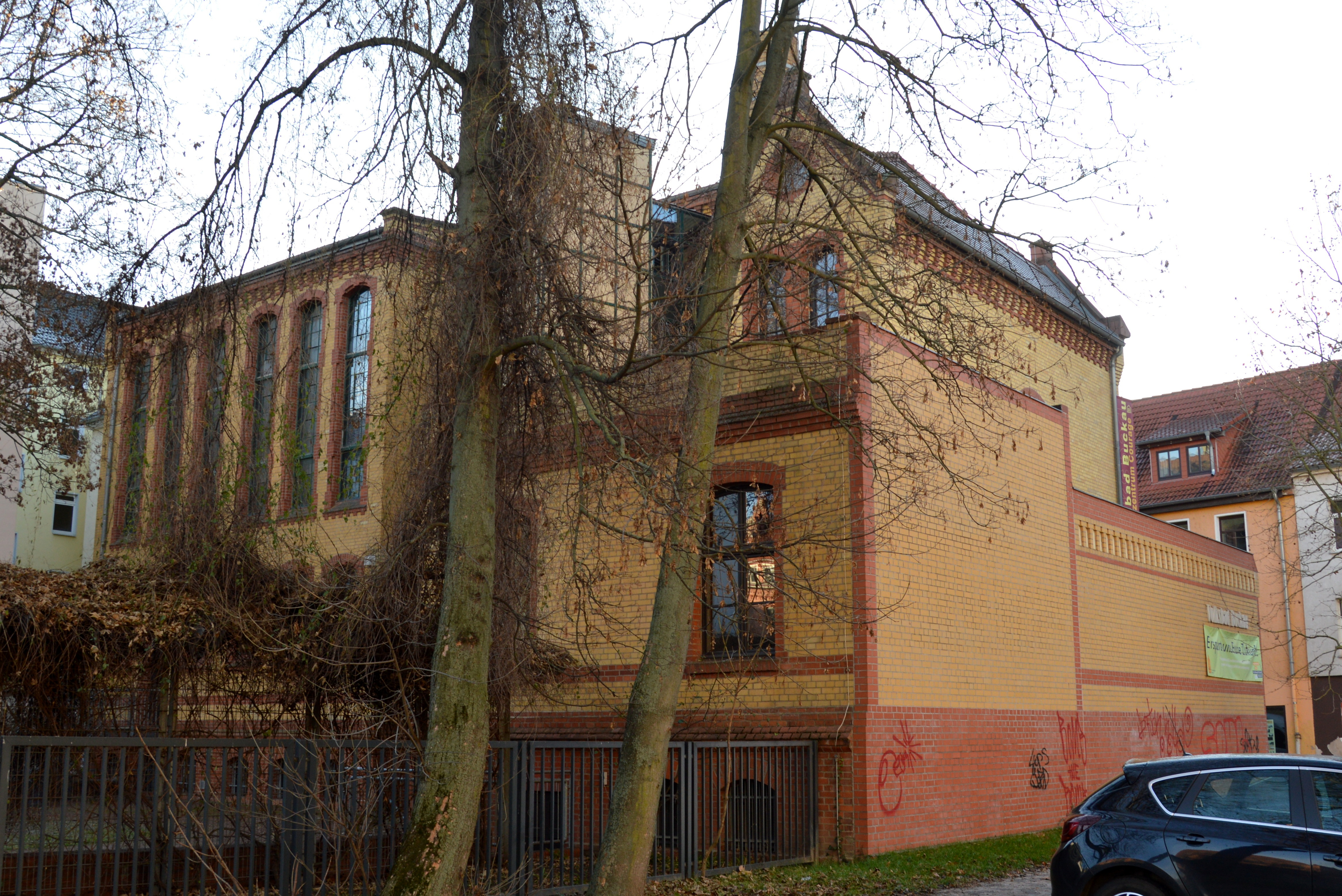
Rückseite

Das Volksbad Buckau ist eine denkmalgeschützte ehemalige Badeanstalt in Magdeburg in Sachsen-Anhalt. Im Gebäude befindet sich ein Kultur- und Frauenzentrum. Betrieben wird es von der Fraueninitiative Magdeburg e.V.

## Lage
Das Volksbad Buckau befindet sich auf der Ostseite der Karl-Schmidt-Straße im Magdeburger Stadtteil Buckau an der Adresse Karl-Schmidt-Straße 56, 58. Nördlich des Hauses wird die Karl-Schmidt-Straße von der Kapellenstraße gekreuzt.

## Geschichte und Architektur
Der linke, nördliche Teil des zweigeschossigen gelben Ziegelbaus wurde im Jahr 1895 nach Plänen des Stadtbauinspektors Jansen errichtet und diente als Volksbadeanstalt sowie Armenküche. Die Küche wurde dabei in einem eingeschossigen Anbau auf der Rückseite untergebracht. Das auf einem hohen roten Sockel stehende Gebäude wurde dann im Jahr 1909 von Stadtbauinspektor Wilhelm Berner um die rechte Hälfte nach Süden erweitert. In diesem Teil wurden ein Büchermagazin und ein Lesesaal untergebracht. Das Büchermagazin erhielt zwei Zwischendecken und wurde so dreigeschossig angelegt. Darüber hinaus erhielt es zur Rückseite eine große Fensterfront.
Die Fassade ist mit Rahmungen der Fensteröffnungen und Friesen aus roten Ziegeln gegliedert. Der Eingang befindet sich in einem flachen, von einem Dreiecksgiebel bekrönten Risalit im südlichen Teil des Hauses. Die Gestaltung des Giebels orientiert sich dabei am im älteren Teil des Hauses bereits vorhandenen Dreiecksgiebel. Oberhalb des Eingangs, der sich zum Teil im Sockel befindet, ist ein Ochsenauge oberhalb der Tür. Einige Fenster des Hauses sind paarweise angeordnet und von Segmentbögen überspannt.
Das Volksbad Buckau gilt als sozialgeschichtliches Beispiel für eine städtische Hygieneeinrichtung, die, typisch für Magdeburg, mit einer öffentlichen Bibliothek kombiniert wurde.
Im örtlichen Denkmalverzeichnis ist die Badeanstalt unter der Erfassungsnummer 094 80261 als Baudenkmal verzeichnet.
Mit den im Laufe des 20. Jahrhunderts veränderten Wohnsituationen der Bevölkerung (Einrichtung von Bädern in den Wohnungen) verlor das Gebäude seine Funktion als Badeanstalt. Es erfolgte eine Umnutzung zur öffentlichen Kultureinrichtung. Seit dem 3. Januar 2006 wird das Haus durch die Fraueninitiative Magdeburg betrieben. Neben dem Frauenzentrum Courage sind weitere Vereine wie der Verein Figur und Topf, der Volkschor Magdeburg, der Chor des Vereins Meridian, die Magdeburger Liederfreunde und der Arbeitskreis Fotografie im Haus ansässig.